# Матч всех звёзд НБА 2013
Матч всех звёзд 2013 года (англ. 2013 NBA All-Star Game) — показательная баскетбольная игра, которая прошла в Хьюстоне 17 февраля 2013 года. Эта игра стала 62 матчем всех звёзд в истории Национальной баскетбольной ассоциации. Матч всех звёзд 2013 года состоялся на домашней арене клуба «Хьюстон Рокетс» «Тойота-центр». В Хьюстоне Матч всех звёзд проводился в третий раз: город проводил мероприятия в 1989 году в Астродоме и 2006 году в Тойота-центре.
В матче всех звёзд НБА команда Западной конференции одержала победу над командой Восточной конференции со счётом 143—138. Титул самого ценного игрока матча получил Крис Пол.
Первым победителем субботней ночи всех звёзд стала команда Запада, выигравшая со счетом 140—125.

## Матч всех звёзд

### Тренеры
Тренерами на матче всех звёзд НБА являются тренеры, чьи команды имеют самый большой процент побед в каждой конференции исходя из статистики на 30 января 2013 года. Однако, правило НБА гласит, что тренер, который уже тренировал команду звёзд в прошлом году не может быть выбран в этом году, даже если у его команды лучший процент побед в своей конференции. Поэтому, Скотт Брукс и Том Тибодо не могли быть выбраны.
Главным тренером звёзд Западной конференции был выбран наставник «Сан-Антонио Спёрс» Грегг Попович. Он в 3 раз стал главным тренером матча всех звёзд. Под руководством Поповича на 31 января 2013 года клуб из Сан-Антонио одержал 37 побед и потерпел 11 поражений.
Команду Восточной конференции возглавил главный тренер «Майами Хит» Эрик Споэльстра. Он впервые стал главным тренером матча всех звёзд. Под его руководством клуб из Майами на 4 февраля 2013 года выиграл 30 матчей и проиграл 14 встреч.

### Игроки
Состав команд определялся двумя способами. Как и в предыдущие годы стартовые пятёрки команд определяются голосованием болельщиков. Изменились правила для голосования болельщиков, выбирающих участников матча всех звёзд. Позиция центровой исчезла из листа голосования. Болельщики выбирали двух игроков задней линии и трёх игроков передней линии. Запасные игроки определяются голосованием среди главных тренеров команд соответствующей конференции. Тренер не имеет право голосовать за игроков своей команды. Запасные игроки команды состоят из двух защитников, трёх игроков передней линии и двух игроков вне зависимости от амплуа. При травме игрока замену ему определяет комиссар НБА.
Коби Брайант из «Лос-Анджелес Лэйкерс» победил в голосовании среди болельщиков Западной конференции с результатом 1591437. Он будет участвовать в матче всех звёзд 15 раз. Коби Брайант, Блэйк Гриффин, Кевин Дюрант, Крис Пол и Дуайт Ховард были игроками стартовой пятерки в предыдущем матче всех звёзд, только Дуайт Ховард выступал в команде звёзд Восточной конференции.
Леброн Джеймс из «Майами Хит» стал лидером голосования Восточной конференции с результатом 1583646. Кевин Гарнетт из «Бостон Селтикс», как и Коби Брайант, станет 15-кратным участником матче всех звёзд. Рэджон Рондо мог дебютировать в матче всех звёзд как игрок стартового состава, но он получил травму. Его место займёт форвард «Майами Хит» Крис Бош. Кармело Энтони, Леброн Джеймс и Дуэйн Уэйд были игроками стартовой пятерки в предыдущей игре. Таким образом стартовая пятёрка выглядит так: Уэйд-Джеймс-Энтони-Бош-Гарнетт.

### Состав
| Поз.                                            | Игрок             | Команда                 | Участие           | Всего голосов     |
| Стартовая пятёрка                               | Стартовая пятёрка | Стартовая пятёрка       | Стартовая пятёрка | Стартовая пятёрка |
| ----------------------------------------------- | ----------------- | ----------------------- | ----------------- | ----------------- |
| РЗ                                              | Крис Пол          | Лос-Анджелес Клипперс   | 6                 | 929155            |
| АЗ                                              | Коби Брайант      | Лос-Анджелес Лэйкерс    | 15                | 1591437           |
| Ф                                               | Кевин Дюрант      | Оклахома-сити Тандер    | 4                 | 1504047           |
| ТФ                                              | Блэйк Гриффин     | Лос-Анджелес Клипперс   | 3                 | 863832            |
| Ц                                               | Дуайт Ховард      | Лос-Анджелес Лэйкерс    | 7                 | 922070            |
| Резервисты                                      |                   |                         |                   |                   |
| РЗ                                              | Тони Паркер       | Сан-Антонио Спёрс       | 5                 | —                 |
| РЗ                                              | Расселл Уэстбрук  | Оклахома-Сити Тандер    | 3                 | —                 |
| АЗ                                              | Джеймс Харден     | Хьюстон Рокетс          | 1                 | —                 |
| ТФ                                              | Дэвид Ли          | Голден Стэйт Уорриорз   | 2                 | —                 |
| ТФ                                              | Ламаркус Олдридж  | Портленд Трэйл Блэйзерс | 2                 | —                 |
| ТФ                                              | Зак Рэндольф      | Мемфис Гриззлис         | 2                 | —                 |
| ТФ                                              | Тим Данкан        | Сан-Антонио Спёрс       | 14                | —                 |
| Главный тренер: Грегг Попович Сан-Антонио Спёрс |                   |                         |                   |                   |

| Поз.                                       | Игрок             | Команда            | Участие           | Всего голосов     |
| Стартовая пятёрка                          | Стартовая пятёрка | Стартовая пятёрка  | Стартовая пятёрка | Стартовая пятёрка |
| ------------------------------------------ | ----------------- | ------------------ | ----------------- | ----------------- |
| РЗ                                         | Рэджон РондоINJ 1 | Бостон Селтикс     | 4                 | 924180            |
| АЗ                                         | Дуэйн Уэйд        | Майами Хит         | 9                 | 1052310           |
| Ф                                          | Леброн Джеймс     | Майами Хит         | 9                 | 1583646           |
| Ф                                          | Кармело Энтони    | Нью-Йорк Никс      | 6                 | 1460950           |
| Ф/Ц                                        | Кевин Гарнетт     | Бостон Селтикс     | 15                | 553222            |
| Резервисты                                 |                   |                    |                   |                   |
| РЗ                                         | Джру Холидей      | Филадельфия 76     | 1                 | —                 |
| РЗ                                         | Кайри Ирвинг      | Кливленд Кавальерс | 1                 | —                 |
| З/Ф                                        | Пол Джордж        | Индиана Пэйсерс    | 1                 | —                 |
| Ф                                          | Луол Денг         | Чикаго Буллз       | 2                 | —                 |
| ТФ                                         | Крис Бош1         | Майами Хит         | 8                 | —                 |
| Ц                                          | Джоаким Ноа       | Чикаго Буллз       | 1                 | —                 |
| Ц                                          | Тайсон Чендлер    | Нью-Йорк Никс      | 1                 | —                 |
| Ц                                          | Брук ЛопесREP     | Бруклин Нетс       | 1                 | —                 |
| Главный тренер: Эрик Споэльстра Майами Хит |                   |                    |                   |                   |

↑  Рэджон Рондо пропустил игру из-за травмы.

↑  Брук Лопес заменит Рэджона Рондо, выбран комиссаром Дэвидом Стерном.

1 Крис Бош заменил Рэджона Рондо в стартовом составе

### Матч всех звёзд
| 17 февраля 2013 8:30 p.m. ET | Протокол | Восток                     | 138:143  | Запад           | Тойота-центр, Хьюстон Зрителей: 16101 Судьи: Рон Гарретсон Леон Вуд Родни Мотт | TNT |
| 17 февраля 2013 8:30 p.m. ET | Протокол | 26:31, 39:38, 39:39, 34:35 |          |                 | Тойота-центр, Хьюстон Зрителей: 16101 Судьи: Рон Гарретсон Леон Вуд Родни Мотт | TNT |
| 17 февраля 2013 8:30 p.m. ET | Протокол | Кармело Энтони 26          | Очки     | Кевин Дюрант 30 | Тойота-центр, Хьюстон Зрителей: 16101 Судьи: Рон Гарретсон Леон Вуд Родни Мотт | TNT |
| 17 февраля 2013 8:30 p.m. ET | Протокол | Кармело Энтони 12          | Подборы  | Дуайт Ховард 7  | Тойота-центр, Хьюстон Зрителей: 16101 Судьи: Рон Гарретсон Леон Вуд Родни Мотт | TNT |
| 17 февраля 2013 8:30 p.m. ET | Протокол | Дуэйн Уэйд 7               | Передачи | Крис Пол 15     | Тойота-центр, Хьюстон Зрителей: 16101 Судьи: Рон Гарретсон Леон Вуд Родни Мотт | TNT |

Победу со счётом 143—138 праздновала команда звёзд Западной конференции. Сделав рывок на старте матча 7—0, она опережала команду звёзд Восточной конференции в начале каждой четверти. Команды установили рекорд попыток (71) трёхочковых бросков опередив рекорд прошлогоднего матча (66). Кевин Дюрант стал первым игроком, который набирал более 30 очков в 3 подряд матчах всех звёзд. Коби Брайант поставил 2 блок-шота Леброну Джеймсу в конце матча. За 25 секунд до конца матча Пол Джордж не забил трёхочковый бросок, когда его команда звёзд Востока проигрывала минус 5. MVP матча стал Крис Пол, который сделал дабл-дабл: 20 очков и 15 передач. Кармело Энтони также сделал дабл-дабл: 27 очков и 12 подборов.

#### Восточная конференция
| Звёзды восточной конференции | Звёзды восточной конференции | Звёзды восточной конференции | Звёзды восточной конференции | Звёзды восточной конференции | Звёзды восточной конференции | Звёзды восточной конференции | Звёзды восточной конференции | Звёзды восточной конференции | Звёзды восточной конференции | Звёзды восточной конференции | Звёзды восточной конференции | Звёзды восточной конференции | Звёзды восточной конференции | Звёзды восточной конференции |
| Игрок                        | Клуб                         | MIN                          | FG                           | 3FG                          | FT                           | OFFRB                        | DIFRB                        | TRB                          | AST                          | PF                           | ST                           | TO                           | BS                           | PTS                          |
| ---------------------------- | ---------------------------- | ---------------------------- | ---------------------------- | ---------------------------- | ---------------------------- | ---------------------------- | ---------------------------- | ---------------------------- | ---------------------------- | ---------------------------- | ---------------------------- | ---------------------------- | ---------------------------- | ---------------------------- |
| Леброн Джеймс                | Майами Хит                   | 30:02                        | 7-18                         | 3-7                          | 2-4                          | 0                            | 3                            | 3                            | 5                            | 0                            | 1                            | 4                            | 0                            | 19                           |
| Крис Бош                     | Майами Хит                   | 23:22                        | 3-9                          | 0-3                          | 0-0                          | 0                            | 2                            | 2                            | 1                            | 3                            | 1                            | 3                            | 0                            | 6                            |
| Кевин Гарнетт                | Бостон Селтикс               | 06:26                        | 0-2                          | 0-0                          | 0-0                          | 1                            | 2                            | 3                            | 1                            | 0                            | 0                            | 1                            | 0                            | 0                            |
| Кармело Энтони               | Нью-Йорк Никс                | 30:30                        | 8-14                         | 3-7                          | 7-9                          | 5                            | 7                            | 12                           | 3                            | 0                            | 0                            | 1                            | 0                            | 26                           |
| Дуэйн Уэйд                   | Майами Хит                   | 28:49                        | 10-13                        | 1-2                          | 0-0                          | 1                            | 2                            | 3                            | 7                            | 2                            | 2                            | 4                            | 2                            | 21                           |
| Резервисты                   |                              |                              |                              |                              |                              |                              |                              |                              |                              |                              |                              |                              |                              |                              |
| Тайсон Чендлер               | Нью-Йорк Никс                | 16:51                        | 2-5                          | 0-0                          | 3-3                          | 3                            | 5                            | 8                            | 0                            | 1                            | 0                            | 0                            | 0                            | 7                            |
| Кайри Ирвинг                 | Кливленд Кавальерс           | 24:46                        | 6-11                         | 3-6                          | 0-0                          | 2                            | 1                            | 3                            | 4                            | 1                            | 0                            | 2                            | 0                            | 15                           |
| Луол Денг                    | Чикаго Буллз                 | 17:05                        | 4-10                         | 1-5                          | 1-1                          | 0                            | 2                            | 2                            | 1                            | 0                            | 0                            | 2                            | 0                            | 10                           |
| Пол Джордж                   | Индиана Пэйсерс              | 20:03                        | 7-13                         | 3-6                          | 0-0                          | 1                            | 2                            | 3                            | 4                            | 0                            | 2                            | 0                            | 0                            | 17                           |
| Джоаким Ноа                  | Чикаго Буллз                 | 16:12                        | 4-7                          | 0-0                          | 0-0                          | 3                            | 7                            | 10                           | 3                            | 1                            | 0                            | 1                            | 1                            | 8                            |
| Джру Холидей                 | Филадельфия 76               | 15:19                        | 3-6                          | 0-2                          | 0-0                          | 0                            | 2                            | 2                            | 1                            | 1                            | 2                            | 1                            | 0                            | 6                            |
| Брук Лопес                   | Бруклин Нетс                 | 10:35                        | 0-1                          | 0-1                          | 3-4                          | 2                            | 3                            | 5                            | 3                            | 1                            | 0                            | 1                            | 0                            | 3                            |
| Всего                        |                              | 240                          | 54-109                       | 14-39                        | 16-21                        | 18                           | 38                           | 56                           | 33                           | 10                           | 8                            | 20                           | 3                            | 138                          |

#### Западная конференция
| Звёзды западной конференции | Звёзды западной конференции | Звёзды западной конференции | Звёзды западной конференции | Звёзды западной конференции | Звёзды западной конференции | Звёзды западной конференции | Звёзды западной конференции | Звёзды западной конференции | Звёзды западной конференции | Звёзды западной конференции | Звёзды западной конференции | Звёзды западной конференции | Звёзды западной конференции | Звёзды западной конференции |
| Игрок                       | Клуб                        | MIN                         | FG                          | 3FG                         | FT                          | OFFRB                       | DIFRB                       | TRB                         | AST                         | PF                          | ST                          | TO                          | BS                          | PTS                         |
| --------------------------- | --------------------------- | --------------------------- | --------------------------- | --------------------------- | --------------------------- | --------------------------- | --------------------------- | --------------------------- | --------------------------- | --------------------------- | --------------------------- | --------------------------- | --------------------------- | --------------------------- |
| Кевин Дюрант                | Оклахома-сити Тандер        | 31:22                       | 13-24                       | 3-8                         | 1-1                         | 0                           | 6                           | 6                           | 1                           | 3                           | 2                           | 0                           | 0                           | 30                          |
| Блэйк Гриффин               | Лос-Анджелес Клипперс       | 27:24                       | 9-11                        | 0-0                         | 1-2                         | 2                           | 1                           | 3                           | 3                           | 3                           | 2                           | 0                           | 1                           | 19                          |
| Дуайт Ховард                | Лос-Анджелес Лэйкерс        | 14:11                       | 4-6                         | 1-1                         | 0-0                         | 0                           | 7                           | 7                           | 0                           | 1                           | 0                           | 1                           | 0                           | 9                           |
| Коби Брайант                | Лос-Анджелес Лэйкерс        | 27:36                       | 4-9                         | 0-3                         | 1-2                         | 2                           | 2                           | 4                           | 8                           | 2                           | 2                           | 1                           | 2                           | 9                           |
| Крис Пол                    | Лос-Анджелес Клипперс       | 27:17                       | 7-10                        | 4-5                         | 2-3                         | 0                           | 0                           | 0                           | 15                          | 0                           | 4                           | 3                           | 0                           | 20                          |
| Резервисты                  |                             |                             |                             |                             |                             |                             |                             |                             |                             |                             |                             |                             |                             |                             |
| Тим Данкан                  | Сан-Антонио Спёрс           | 08:03                       | 1-4                         | 0-1                         | 0-0                         | 1                           | 2                           | 3                           | 0                           | 1                           | 0                           | 1                           | 0                           | 2                           |
| Тони Паркер                 | Сан-Антонио Спёрс           | 21:58                       | 5-10                        | 1-3                         | 2-2                         | 0                           | 1                           | 1                           | 5                           | 0                           | 2                           | 3                           | 0                           | 13                          |
| Джеймс Харден               | Хьюстон Рокетс              | 25:50                       | 6-13                        | 3-8                         | 0-0                         | 1                           | 5                           | 6                           | 3                           | 2                           | 0                           | 2                           | 0                           | 15                          |
| Зак Рэндольф                | Мемфис Гриззлис             | 13:21                       | 3-6                         | 0-0                         | 0-0                         | 1                           | 4                           | 5                           | 0                           | 0                           | 0                           | 0                           | 0                           | 6                           |
| Расселл Уэстбрук            | Оклахома-сити Тандер        | 18:06                       | 7-13                        | 0-3                         | 0-0                         | 2                           | 2                           | 4                           | 3                           | 1                           | 1                           | 2                           | 0                           | 14                          |
| Ламаркус Олдридж            | Портленд Трэйл Блэйзерс     | 11:27                       | 0-2                         | 0-0                         | 0-0                         | 0                           | 4                           | 4                           | 1                           | 0                           | 0                           | 1                           | 2                           | 0                           |
| Дэвид Ли                    | Голден Стэйт Уорриорз       | 13:25                       | 3-4                         | 0-0                         | 0-0                         | 0                           | 2                           | 2                           | 0                           | 1                           | 2                           | 1                           | 0                           | 6                           |
| Всего                       |                             | 240                         | 62-112                      | 12-32                       | 7-10                        | 9                           | 36                          | 45                          | 39                          | 14                          | 15                          | 15                          | 5                           | 143                         |

## Матч восходящих звёзд НБА

### Состав
Матч новичков НБА или матч восходящих звёзд НБА представляет собой встречу игроков, которые выступают первый год в НБА («Новички»), и баскетболистов, играющих второй год в НБА («Второгодки»). Участвующие игроки выбираются путём голосования среди ассистентов главных тренеров клубов НБА. Чарьз Баркли и Шакил О’Нил, которые будут служить генеральными менеджерами, проведут драфт игроков. В результате сформируются две команды по девять баскетболистов, состоящие как из «Новичков», так из «Второгодок». После проведенной процедуры драфта болельщики будут выбирать двух игроков задней линии и трёх игроков передней линии для определения стартового состава.
На матч были приглашены четыре «новичка», которые были выбраны в числе первых баскетболистов на драфте НБА 2012 года: Энтони Дэвис, Майкл Кидд-Гилкрист, Брэдли Бил, Дион Уэйтерс. На матч были выбраны четыре «второгодки», которые выступали прошлогоднем матче восходящих звёзд: Кайри Ирвинг, Брэндон Найт, Тристан Томпсон, Кемба Уокер.
Перед началом драфта комиссар матча восходящих звёзд Кенни Смит объявил о приглашении на игру Рики Рубио и Айзея Томаса. Таким образом, в командах Шака и Чака будет по 10 баскетболистов.
| Раунд                                   | Пик    | Поз. | Игрок               | Команда                 | Сезон |
| --------------------------------------- | ------ | ---- | ------------------- | ----------------------- | ----- |
| 1                                       | 1      | З    | Дамиан Лиллард      | Портленд Трэйл Блэйзерс | 1     |
| 2                                       | 3      | З    | Кайри Ирвинг        | Кливленд Кавальерс      | 2     |
| 3                                       | 5      | Ц    | Андре ДраммондINJ   | Детройт Пистонс         | 1     |
| 4                                       | 7      | З/Ф  | Клей Томпсон        | Голден Стэйт Уорриорз   | 2     |
| 5                                       | 9      | Ф    | Харрисон Барнс      | Голден Стэйт Уорриорз   | 1     |
| 6                                       | 11     | Ф    | Чендлер Парсонс     | Хьюстон Рокетс          | 2     |
| 7                                       | 13     | З    | Дион Уэйтерс        | Кливленд Кавальерс      | 1     |
| 8                                       | 15     | Ф    | Майкл Кидд-Гилкрист | Шарлотт Бобкэтс         | 1     |
| Жребий                                  | Жребий | Ц    | Тайлер Зеллер       | Кливленд Кавальерс      | 1     |
| Жребий                                  | Жребий | З    | Кемба Уокер         | Шарлотт Бобкэтс         | 2     |
| -                                       | -      | Ф    | Эндрю НиколсонREP   | Орландо Мэджик          | 1     |
| Главный тренер: Дэвид Физдел Майами Хит |        |      |                     |                         |       |
| Генеральный менеджер: Шакил О’Нил       |        |      |                     |                         |       |

| Раунд                                               | Пик    | Поз. | Игрок           | Команда               | Сезон |
| --------------------------------------------------- | ------ | ---- | --------------- | --------------------- | ----- |
| 1                                                   | 2      | Ф/Ц  | Энтони Дэвис    | Нью-Орлеан Хорнетс    | 1     |
| 2                                                   | 4      | Ф    | Кеннет Фарид    | Денвер Наггетс        | 2     |
| 3                                                   | 6      | Ф    | Кавай Леонард   | Сан-Антонио Спёрс     | 2     |
| 4                                                   | 8      | З    | Брэдли Бил      | Вашингтон Уизардс     | 1     |
| 5                                                   | 10     | З    | Рики Рубио      | Миннесота Тимбервулвз | 2     |
| 6                                                   | 12     | Ф/Ц  | Тристан Томпсон | Кливленд Кавальерс    | 2     |
| 7                                                   | 14     | Ц    | Никола Вучевич  | Орландо Мэджик        | 2     |
| 8                                                   | 16     | З    | Брэндон Найт    | Детройт Пистонс       | 2     |
| Жребий                                              | Жребий | РЗ   | Айзея Томас     | Сакраменто Кингз      | 2     |
| Жребий                                              | Жребий | З    | Алексей Швед    | Миннесота Тимбервулвз | 1     |
| Главный тренер: Майк Буденхольцер Сан-Антонио Спёрс |        |      |                 |                       |       |
| Генеральный менеджер: Чарьз Баркли                  |        |      |                 |                       |       |

↑  Андре Драммонд пропустил игру из-за травмы.

↑  Эндрю Николсон заменил Андре Драммонда.

### Матч восходящих звёзд
| 15 февраля 2013 9:00 p.m. ET | Протокол | Команда Шака                     | 135:163  | Команда Чака                        | Тойота-центр, Хьюстон Зрителей: 16101 Судьи: Эрик Дален; Марат Когут ; Кейн Фитцжеральд | TNT |
| 15 февраля 2013 9:00 p.m. ET | Протокол | Счёт по половинам: 66:90, 69:73. |          |                                     | Тойота-центр, Хьюстон Зрителей: 16101 Судьи: Эрик Дален; Марат Когут ; Кейн Фитцжеральд | TNT |
| 15 февраля 2013 9:00 p.m. ET | Протокол | Кайри Ирвинг 32                  | Очки     | Кеннет Фарид 40                     | Тойота-центр, Хьюстон Зрителей: 16101 Судьи: Эрик Дален; Марат Когут ; Кейн Фитцжеральд | TNT |
| 15 февраля 2013 9:00 p.m. ET | Протокол | Кайри Ирвинг 6                   | Подборы  | Кеннет Фарид, Тристан Томпсон по 10 | Тойота-центр, Хьюстон Зрителей: 16101 Судьи: Эрик Дален; Марат Когут ; Кейн Фитцжеральд | TNT |
| 15 февраля 2013 9:00 p.m. ET | Протокол | Кемба Уокер 8                    | Передачи | Рики Рубио, Айзея Томас 10          | Тойота-центр, Хьюстон Зрителей: 16101 Судьи: Эрик Дален; Марат Когут ; Кейн Фитцжеральд | TNT |

Победу со счётом 163—135 праздновала команда Чака. Она захватив лидерство затем увеличивала отрыв от команды Шака. Тристан Томпсон был единственным игроком команды Чака, который не бросил и не забил трёхочковый бросок. В конце матча между Кайри Ирвингом и Брэндон Найтом состоялась дуэль игры один на один. В последние 90 секунд команды не защищались, позволяя забивать броски сверху из 3-х секундной зоны. MVP матча восходящих звёзд НБА был признан Кеннет Фарид, который сделал дабл-дабл: набрал 40 очков и собрал 10 подборов. Кайри Ирвинг, который был MVP прошлого года, набрал 32 очка.

#### Команда Шака
| Команда Шака        | Команда Шака            | Команда Шака | Команда Шака | Команда Шака | Команда Шака | Команда Шака | Команда Шака | Команда Шака | Команда Шака | Команда Шака | Команда Шака | Команда Шака | Команда Шака | Команда Шака |
| Игрок               | Клуб                    | MIN          | FG           | 3FG          | FT           | OFFRB        | DIFRB        | TRB          | AST          | PF           | ST           | TO           | BS           | PTS          |
| ------------------- | ----------------------- | ------------ | ------------ | ------------ | ------------ | ------------ | ------------ | ------------ | ------------ | ------------ | ------------ | ------------ | ------------ | ------------ |
| Чендлер Парсонс     | Хьюстон Рокетс          | 24:05        | 6-9          | 1-3          | 0-0          | 1            | 0            | 1            | 1            | 2            | 0            | 1            | 1            | 13           |
| Майкл Кидд-Гилкрист | Шарлотт Бобкэтс         | 23:16        | 4-8          | 0-0          | 0-1          | 1            | 3            | 4            | 3            | 1            | 0            | 1            | 0            | 8            |
| Харрисон Барнс      | Голден Стэйт Уорриорз   | 19:14        | 5-8          | 1-3          | 1-2          | 0            | 0            | 0            | 0            | 0            | 0            | 1            | 0            | 12           |
| Дамиан Лиллард      | Портленд Трэйл Блэйзерс | 27:30        | 7-17         | 2-10         | 2-2          | 0            | 3            | 3            | 5            | 4            | 2            | 0            | 0            | 18           |
| Кайри Ирвинг        | Кливленд Кавальерс      | 26:46        | 14-20        | 4-8          | 0-0          | 2            | 4            | 6            | 6            | 0            | 1            | 1            | 0            | 32           |
| Резервисты          |                         |              |              |              |              |              |              |              |              |              |              |              |              |              |
| Кемба Уокер         | Шарлотт Бобкэтс         | 19:43        | 4-6          | 0-2          | 0-0          | 0            | 1            | 1            | 8            | 0            | 2            | 1            | 1            | 8            |
| Тайлер Зеллер       | Кливленд Кавальерс      | 16:13        | 1-2          | 0-0          | 2-4          | 0            | 4            | 4            | 1            | 1            | 1            | 1            | 0            | 4            |
| Клей Томпсон        | Голден Стэйт Уорриорз   | 14:29        | 5-11         | 1-6          | 0-0          | 1            | 1            | 2            | 1            | 0            | 0            | 1            | 1            | 11           |
| Дион Уэйтерс        | Кливленд Кавальерс      | 18:37        | 11-12        | 0-0          | 1-1          | 0            | 0            | 0            | 3            | 1            | 1            | 2            | 0            | 23           |
| Эндрю Николсон      | Орландо Мэджик          | 09:31        | 3-4          | 0-0          | 0-2          | 2            | 1            | 3            | 0            | 1            | 0            | 0            | 0            | 6            |
| Андре Драммонд      | Детройт Пистонс         | 00:36        | 0-0          | 0-0          | 0-0          | 0            | 0            | 0            | 0            | 0            | 0            | 0            | 0            | 0            |
| Всего               |                         | 200          | 60-97        | 9-32         | 6-12         | 7            | 17           | 24           | 28           | 10           | 7            | 9            | 3            | 135          |

#### Команда Чака
| Команда Чака    | Команда Чака          | Команда Чака | Команда Чака | Команда Чака | Команда Чака | Команда Чака | Команда Чака | Команда Чака | Команда Чака | Команда Чака | Команда Чака | Команда Чака | Команда Чака | Команда Чака | Команда Чака |
| Игрок           | Клуб                  | MIN          | FG           | 3FG          | FT           | OFFRB        | DIFRB        | TRB          | AST          | PF           | ST           | TO           | BS           | PTS          |              |
| --------------- | --------------------- | ------------ | ------------ | ------------ | ------------ | ------------ | ------------ | ------------ | ------------ | ------------ | ------------ | ------------ | ------------ | ------------ | ------------ |
| Кавай Леонард   | Сан-Антонио Спёрс     | 22:53        | 8-14         | 3-6          | 1-1          | 2            | 5            | 7            | 3            | 2            | 0            | 1            | 1            | 20           |              |
| Кеннет Фарид    | Денвер Наггетс        | 22:21        | 18-22        | 1-1          | 3-3          | 7            | 3            | 10           | 2            | 0            | 0            | 2            | 0            | 40           |              |
| Энтони Дэвис    | Нью-Орлеан Хорнетс    | 20:25        | 5-8          | 1-2          | 0-0          | 1            | 8            | 9            | 1            | 1            | 1            | 1            | 2            | 11           |              |
| Брэдли Бил      | Вашингтон Уизардс     | 22:20        | 5-10         | 2-4          | 0-0          | 1            | 0            | 1            | 4            | 0            | 2            | 1            | 0            | 12           |              |
| Рики Рубио      | Миннесота Тимбервулвз | 15:36        | 2-4          | 1-3          | 0-2          | 0            | 0            | 0            | 10           | 3            | 1            | 1            | 0            | 5            |              |
| Резервисты      |                       |              |              |              |              |              |              |              |              |              |              |              |              |              |              |
| Алексей Швед    | Миннесота Тимбервулвз | 18:15        | 5-8          | 2-4          | 0-0          | 0            | 1            | 1            | 4            | 1            | 0            | 0            | 0            | 12           |              |
| Тристан Томпсон | Кливленд Кавальерс    | 17:39        | 9-10         | 0-0          | 2-4          | 5            | 5            | 10           | 1            | 2            | 1            | 1            | 0            | 20           |              |
| Айзея Томас     | Сакраменто Кингз      | 21:13        | 7-10         | 4-6          | 0-0          | 1            | 4            | 5            | 10           | 0            | 2            | 1            | 0            | 18           |              |
| Никола Вучевич  | Орландо Мэджик        | 19:35        | 6-8          | 1-1          | 2-3          | 1            | 3            | 4            | 1            | 1            | 0            | 0            | 0            | 15           |              |
| Брэндон Найт    | Детройт Пистонс       | 19:43        | 4-14         | 2-5          | 0-0          | 3            | 1            | 4            | 6            | 1            | 0            | 1            | 0            | 10           |              |
| Всего           |                       | 200          | 69-108       | 17-32        | 8-13         | 21           | 30           | 51           | 42           | 11           | 7            | 9            | 3            | 163          |              |

## Матч знаменитостей
Матч знаменитостей прошел 15 февраля 2013 года в Sprint Arena в Хьюстоне. В игре приняло участие 18 знаменитостей, включая нескольких бывших игроков НБА. Тренерами команд стали Расселл Уэстбрук и Джеймс Харден. В матче приняли участие бывшие игроки НБА Брюс Боуэн, Шон Эллиотт, Клайд Дрекслер и Дикембе Мутомбо. В каждой команде было по одной представительнице женской НБА — Тамика Кэтчингс и Майя Мур.
Благодаря Арне Дункану, который набрал 11 очков, отдал 5 передач и сделал 7 подборов, победу со счётом 58—38 праздновала команда Запада. Самым ценным игроком матча знаменитостей был признан Кевин Харт, набравший 5 очков.
| Игрок                                           | Профессия                      |
| ----------------------------------------------- | ------------------------------ |
| Усэйн Болт                                      | Олимпийский чемпион по спринту |
| Брюс Боуэн                                      | Легенда НБА                    |
| Ник Кэннон                                      | Телеведущей/Актер              |
| Тамика Кэтчингс                                 | игрок WNBA                     |
| Рокси Диас                                      | Телеведущая/Радиоведущая       |
| Шон Эллиотт                                     | Легенда НБА                    |
| Дин Хонас                                       | Стрелок (Exhibition shooting)  |
| Ne-Yo                                           | Певец/Актёр                    |
| Trey Songz                                      | Певец/Поэт-песенник            |
| Главный тренер: Расселл Уэстбрук (игрок НБА)    |                                |
| Ассистент тренера: Куин Латифа (Певица/Актриса) |                                |

| Игрок                                                   | Профессия                   |
| ------------------------------------------------------- | --------------------------- |
| Коммон                                                  | Певец/актёр                 |
| Клайд Дрекслер                                          | Легенда НБА                 |
| Кевин Харт                                              | Комедийный актёр            |
| Арне Дункан                                             | Министр образования США     |
| Терренс Дженкинс                                        | Телеведущий E! News         |
| Майя Мур                                                | игрок WNBA                  |
| Дикембе Мутомбо                                         | Легенда НБА                 |
| Раян Рассилло                                           | Радиоведущий SVP & Russillo |
| Джон Скриффен                                           | Корреспондент ABC News      |
| Главный тренер: Джеймс Харден (игрок НБА)               |                             |
| Ассистент тренера: Саманта Харрис (Телеведущая/Актриса) |                             |

## Конкурсы звёздного уикенда

### Звёздный конкурс бросков
В звездном конкурсе бросков в 2013 году произошли изменения:
1) Сменился титульный спонсор конкурса с Haier на Sears;
2) В конкурсе участвовуют 4 команды из 3 участником. По 2 команды будут представляют Восточную и Западную конференции.
Команды Хардена и Уэстбрука, представляющие Запад, суммарно провели 1 минуту и 7 секунд на площадке на выполнения задания звёздного конкурса бросков. Команды Боша и Лопеса, представляющие Восток, затратили в общей сумме 1 минуту и 57 секунд на выполнения задания звёздного конкурса бросков. Таким образом, команды Хардена и Уэстбрука принесли 20 баллов для Запада в зачет командного соревнования субботнней ночи всех звёзд. В финале конкурса команда Боша была быстрее команды Уэстбрука, тем самым, заработав 10 баллов для Востока в субботней ночи всех звёзд.
| Имя команды       | Игрок            | Клуб                 | Первый раунд | Финал  |
| ----------------- | ---------------- | -------------------- | ------------ | ------ |
| Команда Хардена   | Джеймс Харден    | Хьюстон Рокетс       | 37.9         | —      |
| Команда Хардена   | Тина Томпсон     | Сиэтл Шторм          | 37.9         | —      |
| Команда Хардена   | Роберт Орри      | (завершил карьеру)   | 37.9         | —      |
| Команда Уэстбрука | Расселл Уэстбрук | Оклахома-Сити Тандер | 29.5         | 1:30.0 |
| Команда Уэстбрука | Майя Мур         | Миннесота Линкс      | 29.5         | 1:30.0 |
| Команда Уэстбрука | Сэм Касселл      | (завершил карьеру)   | 29.5         | 1:30.0 |

| Имя команды    | Игрок           | Клуб               | Первый раунд | Финал |
| -------------- | --------------- | ------------------ | ------------ | ----- |
| Команда Боша   | Крис Бош        | Майами Хит         | 50.0         | 1:29  |
| Команда Боша   | Свин Кэш        | Чикаго Скай        | 50.0         | 1:29  |
| Команда Боша   | Магси Богз      | (завершил карьеру) | 50.0         | 1:29  |
| Команда Лопеса | Брук Лопес      | Бруклин Нетс       | 1:07         | —     |
| Команда Лопеса | Тамика Кэтчингс | Индиана Фивер      | 1:07         | —     |
| Команда Лопеса | Доминик Уилкинс | (завершил карьеру) | 1:07         | —     |

### Конкурс умений
В конкурсе умений число участников не изменилось и составило 6 игроков. По 3 участника будут представляют Восточную и Западную конференции.
Джру Холидей, Брэндон Найт и Джефф Тиг, представляющие Восток, суммарно провели 1 минуту и 50,9 секунд на площадке на выполнения заданий конкурса умений. Дамиан Лиллард, Джереми Лин и Тони Паркер, представляющие Запад, затратили в общей сумме 1 минуту и 53,3 секунды на выполнения заданий конкурса умений. Таким образом, Джру Холидей, Брэндон Найт и Джефф Тиг принесли 30 баллов для Востока в зачет командного соревнования субботнней ночи всех звёзд. В финале конкурса Дамиан Лиллард был быстрее Джру Холидей, тем самым, заработав 10 баллов для Запада в субботней ночи всех звёзд.
| Поз. | Игрок        | Команда         | Рост | Вес | Первый раунд | Финал |
| ---- | ------------ | --------------- | ---- | --- | ------------ | ----- |
| З    | Джру Холидей | Филадельфия 76  | 193  | 93  | 29.3         | 35.6  |
| З    | Брэндон Найт | Детройт Пистонс | 191  | 86  | 32.2         | —     |
| З    | Джефф Тиг    | Атланта Хокс    | 188  | 82  | 49.4         | —     |

| Поз. | Игрок          | Команда                 | Рост | Вес | Первый раунд | Финал |
| ---- | -------------- | ----------------------- | ---- | --- | ------------ | ----- |
| З    | Дамиан Лиллард | Портленд Трэйл Блэйзерс | 191  | 88  | 28.8         | 29.8  |
| З    | Джереми Лин    | Хьюстон Рокетс          | 191  | 91  | 35.8         | —     |
| З    | Тони Паркер    | Сан-Антонио Спёрс       | 188  | 82  | 48.7         | —     |

### Конкурс трёхочковых бросков
В конкурсе трёхочковых бросков число участников не изменилось и составило 6 игроков. По 3 участника будут представляют Восточную и Западную конференции.
Райан Андерсон, Мэтт Боннер и Стефен Карри, представляющие Запад, забили 54 броска с трёхочковой линии. Пол Джордж, Кайри Ирвинг и Стив Новак, представляющие Восток, забросили 45 мячей с трёхочковой линии. Таким образом, Райан Андерсон, Мэтт Боннер и Стефен Карри принесли 40 баллов для Запада в зачет командного соревнования субботней ночи всех звёзд. В финале конкурса Кайри Ирвинг забил больше трёхочковых бросков, чем Мэтт Боннер, тем самым, заработав 10 баллов для Востока в субботней ночи всех звёзд.
| Поз. | Игрок        | Команда            | Рост | Вес | Первый раунд | Финал |
| ---- | ------------ | ------------------ | ---- | --- | ------------ | ----- |
| З/Ф  | Пол Джордж   | Индиана Пэйсерс    | 201  | 97  | 10           | —     |
| З    | Кайри Ирвинг | Кливленд Кавальерс | 191  | 87  | 18           | 23    |
| Ф    | Стив Новак   | Нью-Йорк Никс      | 208  | 107 | 17           | —     |

| Поз. | Игрок          | Команда               | Рост | Вес | Первый раунд | Финал |
| ---- | -------------- | --------------------- | ---- | --- | ------------ | ----- |
| Ф    | Райан Андерсон | Нью-Орлеан Хорнетс    | 208  | 109 | 18           | —     |
| Ф/Ц  | Мэтт Боннер    | Сан-Антонио Спёрс     | 208  | 107 | 19           | 20    |
| З    | Стефен Карри   | Голден Стэйт Уорриорз | 191  | 84  | 17           | —     |

### Слэм-данк контест
Особенностями слэм-данк контеста в 2013 года являются:
1) Увеличилось число участников с 4 до 6. По 3 игрока будут представляют Восточную и Западную конференции.
2) Время на выполнение данка сокращено с 2 минут до 1 минуты 30 секунд. Если игрок не смог выполнить бросок сверху, то ему предоставляется ещё 1 попытка.
3) В командном или первом раунде каждый участник конкурса исполняет по два броска сверху, которые оценивает жюри из 5 судей. В чемпионском раунде или финале участников оценивают путём голосования болельщики..
Клайд Дрекслер, Яо Мин, Дикембе Мутомбо, Хаким Оладжьювон и Руди Томьянович были приглашены в жюри слэм-данк контеста.
В финале Терренс Росс опередил в голосовании болельщиков Джереми Эванса.
| Поз. | Игрок         | Команда         | Рост | Вес | Первый раунд | Первый раунд | Первый раунд | Финал       |
| Поз. | Игрок         | Команда         | Рост | Вес | 1 данк       | 2 данк       | Всего        | Голосование |
| ---- | ------------- | --------------- | ---- | --- | ------------ | ------------ | ------------ | ----------- |
| З/Ф  | Джеральд Грин | Индиана Пэйсерс | 203  | 91  | 50           | 32           | 82           | —           |
| З    | Терренс Росс  | Торонто Рэпторс | 198  | 98  | 50           | 49           | 99           | 58 %        |
| З/Ф  | Джеймс Уайт   | Нью-Йорк Никс   | 201  | 91  | 45           | 32           | 77           | —           |

| Поз. | Игрок         | Команда               | Рост | Вес | Первый раунд | Первый раунд | Первый раунд | Финал       |
| Поз. | Игрок         | Команда               | Рост | Вес | 1 данк       | 2 данк       | Всего        | Голосование |
| ---- | ------------- | --------------------- | ---- | --- | ------------ | ------------ | ------------ | ----------- |
| З    | Эрик Бледсо   | Лос-Анджелес Клипперс | 185  | 88  | 39           | 50           | 89           | —           |
| Ф    | Джереми Эванс | Юта Джаз              | 206  | 88  | 47           | 43           | 90           | 42 %        |
| Ф    | Кеннет Фарид  | Денвер Наггетс        | 203  | 103 | 39           | 50           | 89           | —           |

### Субботняя ночь всех звёзд
Субботняя ночь всех звёзд (англ. All-Star Saturday Night) — командное соревнование между Восточной и Западной конференций НБА по итогам конкурсов звёздного уикенда. По итогам каждого конкурса согласно правилам командам начисляются баллы, затем они суммируется. Команда, набравшая наибольшее число баллов, признаётся победителем. Она получает право передать на благотворительность 350 тысяч долларов США. Проигравшая команда имеет возможность передать на благотворительные цели 150 тысяч долларов США.
| Конкурс                     | Восток | Запад |
| --------------------------- | ------ | ----- |
| Звёздный конкурс бросков    | 10     | 20    |
| Конкурс умений              | 30     | 10    |
| Конкурс трёхочковых бросков | 10     | 40    |
| Слэм-данк контест           | 75     | 70    |
| Всего                       | 125    | 140   |

- Структура
  - Каждый конкурс имеет 2 раунда.
  - Командный раунд представляет собой первый раунд конкурса, а чемпионский раунд — финал конкурса.
  - В командном раунде баллы начисляются на конференцию, в которой участники конкурса показывают наилучшее общее время (счет).
  - Конкурсанты из каждой конференции, показавшие наилучшее время/счет, выходят в финальный раунд.
  - В чемпионском раунде баллы начисляются на конференцию, в которой конкурант победил в конкурсе.
- Оценка конкурсов:
- Звёздный конкурс бросков
  - В командном раунде 20 баллов присуждаются конференции с наименьшем общим временем.
  - В чемпионском раунде 10 баллов начисляются конференции участник которой выиграл конкурс.
- Конкурс умений
  - В командном раунде 30 баллов присуждаются конференции с наименьшем общим временем.
  - В чемпионском раунде 10 баллов начисляются конференции участник которой выиграл конкурс.
- Конкурс трёхочковых бросков
  - В командном раунде 40 баллов присуждаются конференции с наибольшим общим счетом.
  - В чемпионском раунде 10 баллов начисляются конференции участник которой выиграл конкурс.
- Слэм-данк контест
  - В командном раунде 50 баллов присуждаются конференции с наибольшим общим счетом.
  - В чемпионском раунде 55 баллов начисляются конференции участник которой выиграл конкурс.
  - Если в командном раунде участник забивает бросок сверху, судьи которые оценивают в 50 очков, то к нему добавляются 10 бонусных баллов.